# Hospital de San Lucas
El Hospital de San Lucas (en maltés:  Sptar San Luqa) Era un hospital general ubicado en la colina Gwardamangia, en Pietà, Malta.
Su acto de fundación se realizó el 5 de abril de 1930, por el Gobernador de Malta, John Du Cane, en presencia del primer ministro, Gerald Strickland. El progreso en la construcción del hospital fue lento debido principalmente a las dificultades técnicas encontradas. En  1939, al comienzo de la Segunda Guerra Mundial, el hospital seguía estando incompleto y la obra fue suspendida. Sin embargo, en 1941, el bloque principal se convirtió en un hospital de aislamiento para las enfermedades infecciosas. El edificio, ahora llamado de forma oficial el Hospital de San Lucas, tuvo que hacer frente a varias epidemias que van desde el sarampión a la fiebre tifoidea, el tifus, la poliomielitis, la sarna y la tiña.
A finales de la década de 1940 San Lucas asumió su papel como hospital general con instalaciones para el tratamiento de los casos de medicina general, cirugía, ginecología y pediatría general. En 1948 se abrió la sala de radiología.
A finales de 2007, el hospital de San Lucas dejó de ser el principal hospital general de Malta, siendo reemplazado por el Hospital Mater Dei.